# Историја Аустралије
Процењује се да су први људи населили Аустралију пре 42.000 до 48.000 година. Ови први Аустралијанци били су преци данашњих аустралијских домородаца; кретали су се дуж обала јужне Азије и преко копнених мостова доспели до данашње Аустралије. Већина ових људи били су ловци-скупљачи, са развијеном говорном културом и веровањем у духове, поштовањем земље и веровањем у тзв. правреме (енгл. Dreamtime). Острвљани Торесовог мореуза, етнички Меланежани, населили су Острва у Торесовом мореузу и делове Квинсленда на крајњем северу; њихови обичаји били су и остали другачији од абориџинских.
Први Европљанин који је несумњиво закорачио на аустралијско тле био је холандски морепловац Вилем Јансон, који се 1606. искрцао на обале полуострва Кејп Јорк. Током седамнаестог века, Холанђани су исцртали карте приобалног појаса на западу и северу острва и назвали га Новом Холандијом, али га нису населили. Године 1770. Џејмс Кук је опловио и уцртао источну обалу Аустралије коју је назвао Новим Јужним Велсом и прогласио поседом Велике Британије. Велика Британија је у Аустралији основала кажњеничку колонију у коју је слала преступнике на одслужење казне.
Британска краљевска колонија Новог Јужног Велса основана је формирањем насеобине у Луци Џексон, 26. јануара 1788. Овај датум је касније постао Дан државности Аустралије. Ван Дименова Земља, данашња Тасманија, насељена је 1803, а 1825. постала је засебна колонија. Уједињено Краљевство је 1829. формално успоставило контролу над западним делом Аустралије. Од делова Новог Јужног Велса формиране су одвојене колоније: Јужна Аустралија 1836, Викторија 1851. и Квинсленд 1859. Северна Територија је основана 1911, издвајањем из провинције Јужна Аустралија. Јужна Аустралија је успостављена као „слободна провинција“ и као таква никада није била кажњеничка колонија. Викторија и Западна Аустралија такође су основане као „слободне“, али су касније прихватале и осуђенике. Довоз осуђеника у колонију Нови Јужни Велс прекинут је 1848, након притисака тамошњих досељеника.
Аустралијски домороци, чији је број у тренутку доласка Европљана процењен на 350.000, смањивала се током наредних 150 година, превасходно због нових болести, присилног расељавања и културне дезинтеграције. Одвајање деце од породица, које неки историчари и аустралијски староседеоци називају и геноцидом, вероватно је допринело том смањењу. Такве интерпретације абориџинске историје други историчари критикују, сматрајући их претераним или исконструисаним из политичких или идеолошких разлога. Ова дебата је у Аустралији позната под називом Историјски ратови (енгл. History Wars). Након референдума из 1967, федерална влада је била овлашћена да спроводи политику и доноси законе поштујући Абориџине и њихову традицију. Старо власништво над земљом признато је тек 1992, када је у случају Мабо против Квинсленда (бр.2) одбачено тумачење Аустралије као „празне земље“ (лат. terra nullius) у време доласка Европљана.
Златна грозница у Аустралији започела је средином 19. века, а побуна рудара против пореза на дозволе за копање из 1854. била је први рани израз грађанске непослушности и аустралијске демократије. Између 1855. и 1890, у свакој од шест колонија успостављене су локалне владе које су руководиле највећим делом унутрашњих послова, остајући притом део Британског царства. Колонијална канцеларија у Лондону задржала је овлашћења у неким питањима, као што су спољни послови, одбрана и међународна пловидба. Након десетогодишњих припрема, колоније су 1. јануара 1901. формирале федерацију, која је названа Комонвелт Аустралија и организована је као доминион Британског царства. Аустралијска Престоничка Територија формирана је 1911, од дела територије Новог Јужног Велса, како би био обезбеђен простор за предложени главни град федерације — Канберу (Мелбурн је био престоница од 1901. до 1927). Северна Територија је изопштена из контроле владе Јужне Аустралије и 1911. предата на управу Комонвелту.
Аустралија је добровољно учествовала у Првом светском рату. Многи Аустралијанци сматрају пораз Војних снага Аустралије и Новог Зеланда на Галипољу као догађај у ком је рођена аустралијска нација.
Вестминстерским статутом 1931, који је Аустралија прихватила 1942, формално су прекинуте скоро све уставне везе између Аустралије у Уједињеног Краљевства. Шок изазван поразом Велике Британије у Азији током 1942. и претња од јапанске инвазије, утицали су да се Аустралија окрене Сједињеним Државама као новом савезнику и заштитнику. Од 1951, Аустралија је и формално постала војни савезник САД под окриљем АНЗУС уговора. Након Другог светског рата, Аустралија је подстицала масовну емиграцију из Европе; од седамдесетих и укидања Беле политике Аустралије, оснажена је имиграција из Азије и других неевропских делова света. Као последица тога, аустралијска демографија, култура и општа слика драматично су промењени. Последње уставне везе између Аустралије и Велике Британије покидане су 1986, усвајањем Аустралијског акта 1986, чиме је британска улога у аустралијској власти завршена. Године 1999, Аустралијанци су на референдуму педесетпетопроцентном већином одбацили предлог да Аустралија постане република, са председником кога би бирао парламент. Од избора Витлама Гофа за премијера 1972, Аустралија је усмерена на будућност у оквиру азијско-пацифичког региона.